# Bánh trôi - bánh chay
Bánh trôi - bánh chay là hai loại bánh cổ truyền tại miền Bắc Việt Nam. Hai loại bánh này thường đi liền với nhau, phổ biến nhất trong dịp Tết Hàn Thực vào mùng 3 tháng 3 âm lịch hàng năm, còn gọi là "ngày bánh trôi bánh chay". Riêng tại Xứ Đoài, người dân làm lễ rước bánh trôi dâng Hai Bà Trưng tại đền Hát Môn vào ngày mồng 6 tháng ba.

## Nguyên liệu
Bột nước của gạo nếp lẫn gạo tẻ, đường phèn, nước hoa bưởi, dừa nạo, vừng (mè) đã xát vỏ. Đối với bánh chay thì thêm đỗ xanh, đường cát, bột đao hoặc bột sắn dây, chút gừng giã nhỏ vắt lấy nước.

## Cách làm

### Làm bột vỏ bánh
Gạo nếp lẫn gạo tẻ thường theo tỷ lệ nếp:tẻ là 9:1 hoặc 8:2. Gạo vo sạch, ngâm mềm, lại vo sơ một lần nữa rồi đem xay nhuyễn trong cối xay có cho nước vào từ từ. Trút bột nước vào túi vải treo lên cho ráo nước, sau đó nhào lại bột cho thật dẻo, mịn.

### Làm bánh trôi
- Vỏ bánh: Bột vỏ bánh viên thành những viên nhỏ đều nhau, đường kính khoảng 2 cm.
- Nhân bánh: Đường phên xắt thành những viên vuông nhỏ.
- Trang trí: Dừa nạo; vừng xát vỏ, rang vàng.

Cho nhân vào giữa viên bột nhỏ đã được nhào nặn từ trước, dùng hai bàn tay ve tròn cho kín nhân. Đun nước sôi, thả nhẹ nhàng từng viên bánh vào luộc trên lửa nhỏ, khi nào bánh nổi lên là chín. Vớt bánh ra, thả vào chậu nước lạnh cho săn mình và đỡ bị dính, cho bánh vào đĩa, gạn khô nước. Rắc vừng (đã rang vàng và xát bỏ vỏ) lên trên bánh hoặc dùng một cái thìa chấm mặt đáy thìa vào vừng và chấm lên từng cái bánh cho đẹp. Có thể rắc nước hoa bưởi và một ít sợi dừa nạo lên trên bánh để dậy mùi thơm. Thưởng thưc món bánh trôi khi nguội.
Với bánh trôi mặn thì nhân bánh làm bằng thịt lợn, rau củ nấu trong nước súp đặc.

### Làm bánh chay
- Vỏ bánh: Giống vỏ bánh trôi, nhưng bột được nặn từng viên to hơn một chút, đường kính khoảng 3 đến 3,5 cm.
- Nhân bánh: Đậu xanh ngâm mềm, đãi sạch vỏ, hấp hoặc đồ chín, xúc ra đem giã nhuyễn, chừa lại một ít chưa giã để trang trí. Xào phần đậu xanh đã giã với đường, vê lại bằng cỡ nhỏ hơn viên bánh trôi kể trên một chút.
- Nước đường: Quấy bột sắn dây hoặc bột đao với nước pha đường, kèm một chút nước gừng, đun nhỏ lửa, đảo đều tay cho bột hơi sánh lại và không bị cháy khét ở đáy nồi.
- Nguyên liệu trang trí: Tương tự như bánh trôi, có thể kèm chút đậu xanh đã hấp chín nhưng chưa giã.

Nặn bột mỏng đều ra rồi cho nhân vào giữa, vê tròn lại cho kín nhân rồi ấn bánh hơi dẹt một chút (có một số địa phương không ấn dẹt bánh ra từ trước, mà đợi khi bánh chín vớt ra sẽ cho vào từng bát, dùng thìa ấn hơi dẹt bánh). Luộc bánh trong nước sôi già, khi bánh nổi lên là đã chín. Cho bánh ra bát, múc nước đường đổ ngập bánh, rắc vừng (rang vàng, xát bỏ vỏ) hoặc rắc chút đậu xanh hấp chín lên trên, có thể thêm một ít sợi dừa nạo và nước hoa bưởi cho thơm.

## Bánh trôi trong thơ ca

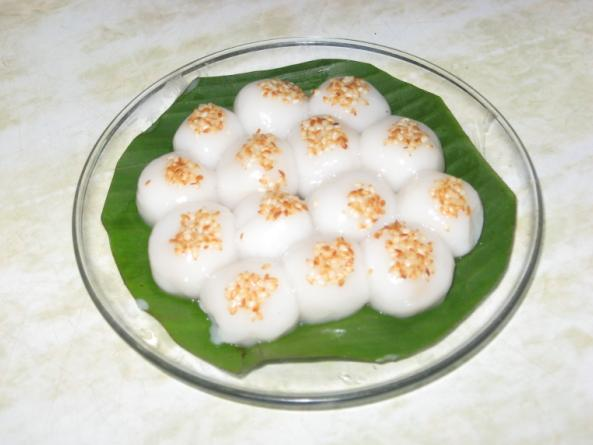
Một đĩa bánh trôi

Nữ sĩ Hồ Xuân Hương có bài thơ ví thân phận người phụ nữ ngày xưa với chiếc bánh trôi:
Thân em vừa trắng lại vừa tròn
Bảy nổi ba chìm với nước non
Rắn nát mặc dầu tay kẻ nặn
Mà em vẫn giữ tấm lòng son.
Theo các độc giả và nhà phân tích nói chung cũng như những người nội trợ nói riêng, cái "bảy nổi ba chìm" mà nhà thơ đã miêu tả trong bài thơ trên, là trạng thái của những chiếc bánh nổi lập lờ khi vừa chín tới, chứ không đợi đến khi bánh nổi lâu có thể bị nát. Và cái "tấm lòng son" nói trong bài, chính là hạt đường phên màu đỏ nâu trong nhân bánh phải còn nguyên vẹn, không bị vỡ và chảy nước, ví với người con gái dù có long đong ba chìm bảy nổi, vẫn giữ tấm lòng thành thực trong tình yêu và đời sống. Thể hiện người phụ nữ thời xưa rất chung thủy, đồng thời phản ánh hành vi của người đàn ông ngày ấy. Sự chung thủy người phụ nữ thời đó, thời nay có thể gọi là một sự ngốc nghếch, không thể phản kháng hay đứng dậy đấu tranh giành công bằng mà suốt ngày chỉ luẩn quẩn bên công việc nhà.